# 獵殺幽靈寫手 (小說)
《獵殺幽靈寫手》是暢銷英國小說家及記者羅伯特·哈里斯所寫的當代政治驚悚小說。2010年，小說被改編成電影，由羅曼·波蘭斯基執導，主演是皮雅斯·布士南。波蘭斯基和哈里斯共同編劇。

## 內容簡介
為英國前首相Adam Lang代筆回憶錄的前寫手Mike McAra意外死亡，留下一份未完成的初稿。回憶錄的預付版稅高達一千萬美金，寫手酬勞則有二十五萬美金；從未透露名字的幽靈（The Ghost），事業不太順遂，視這份工作為千載難逢的大好機會。他搬到美國東岸與世隔絕的海邊別墅，專心採訪與寫作。但Lang接受採訪時的說辭前後不一，他的說法也無法與文獻相印證，回憶錄的初稿內容猶如廢紙，毫無出版價值。再加上Lang被指控應接受國際法庭審判，Lang的名聲全維繫在幽靈代筆的回憶錄上。
幽靈認為Lang被指控的理由並不單純，種種線索令他懷疑一切並非巧合，真相隱藏在前任寫手所遺留的未完成手稿內，幽靈因此成為下一個被滅口的頭號目標。

## 外部連結
- 互联网电影数据库（IMDb）上《The Ghost Writer》的资料（英文）
- The Ghost at the Internet Book List